# Cerrado

Lage der WWF-Ökoregion Cerrado nach Angaben des WWF, Staatsgrenzen in schwarz.

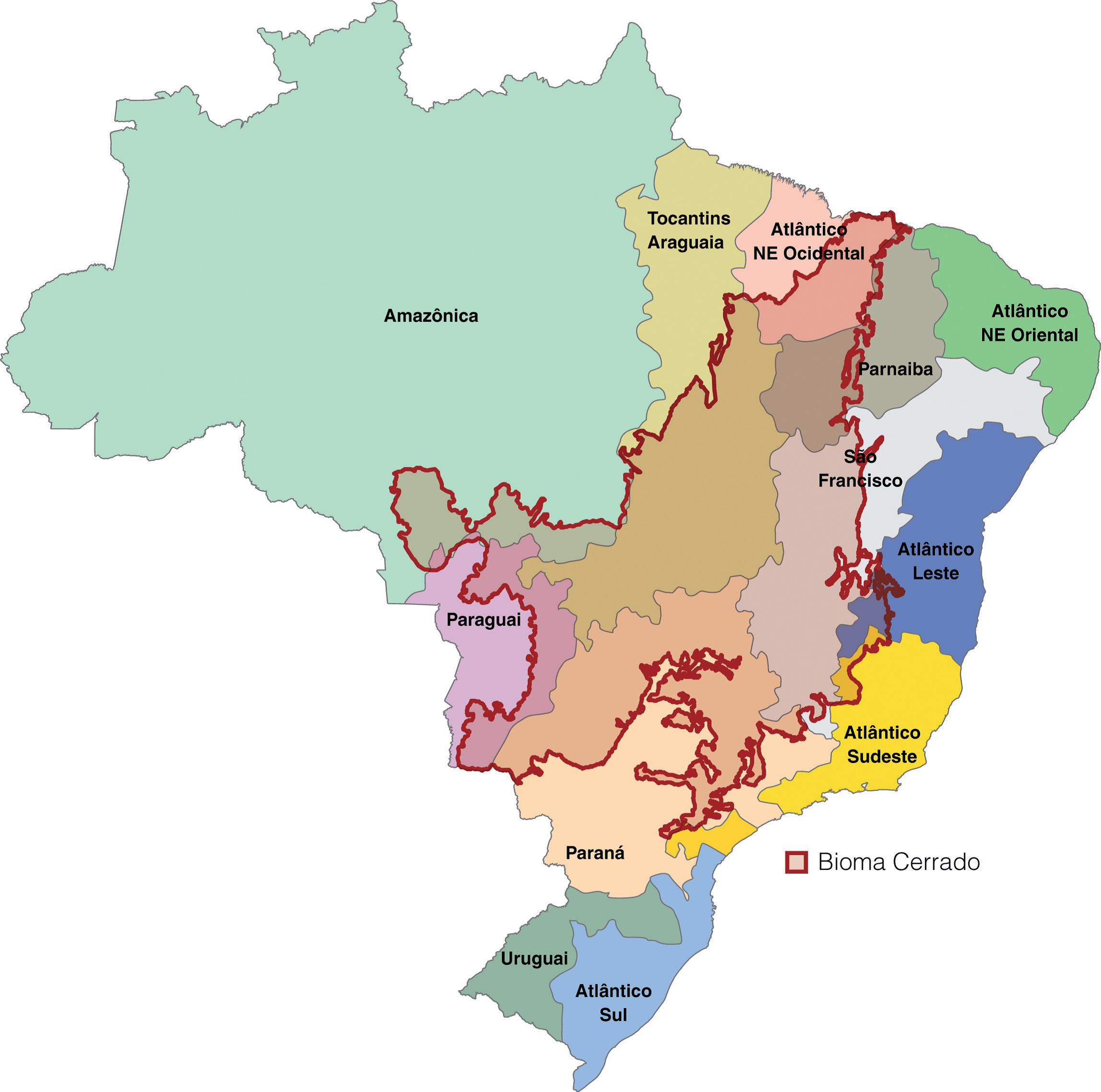
Überlagerungskarte Cerrado mit den hydrografischen Becken

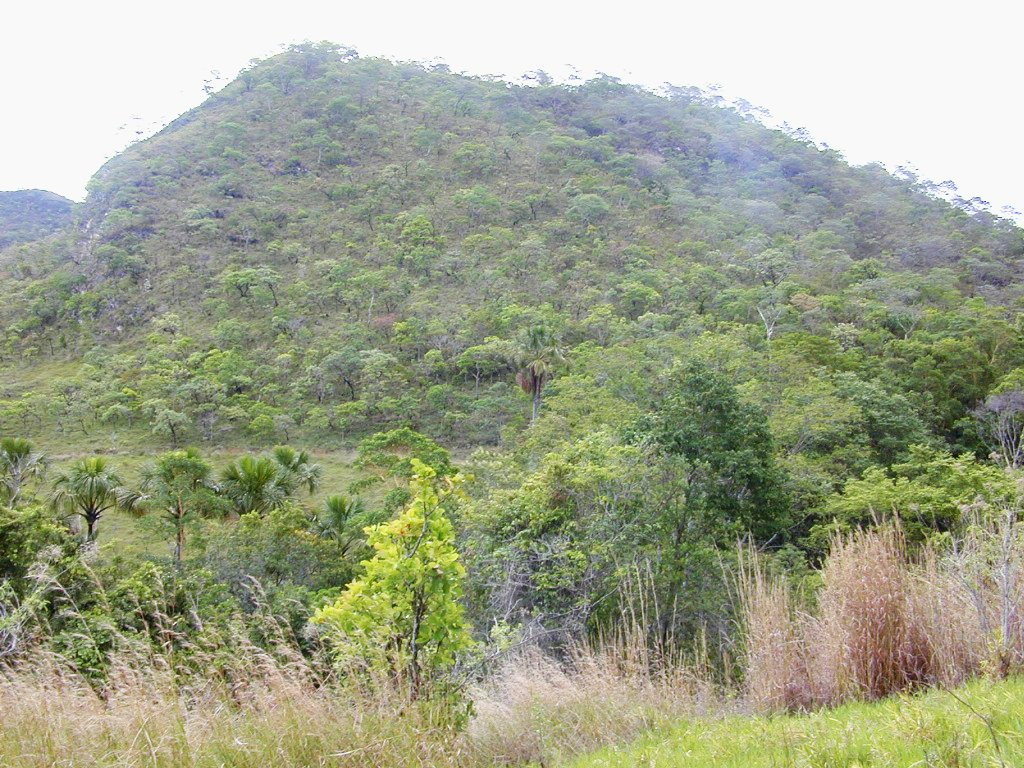
Cerrado bei Pirenópolis (Goiás)

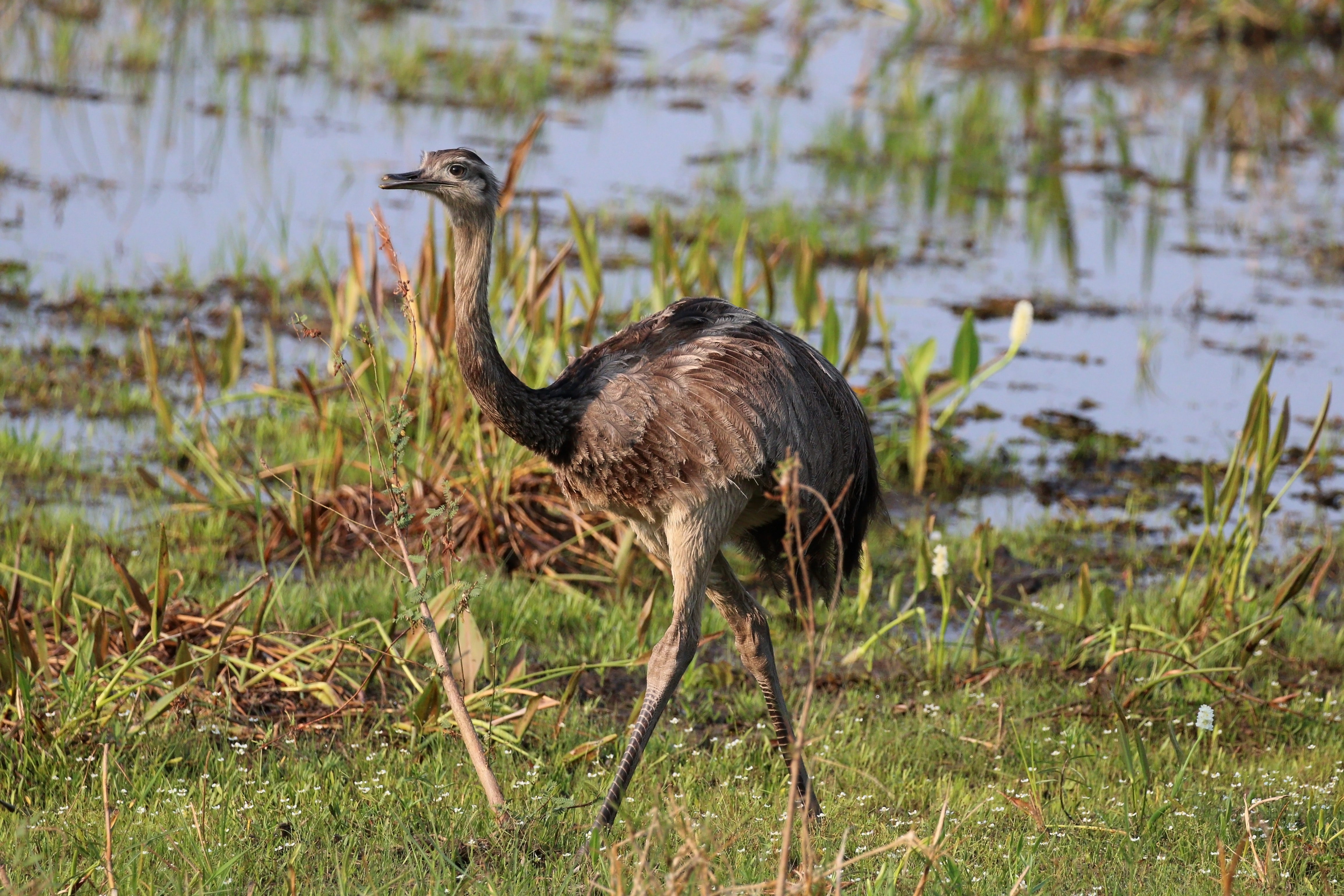
Nandu (Rhea americana)

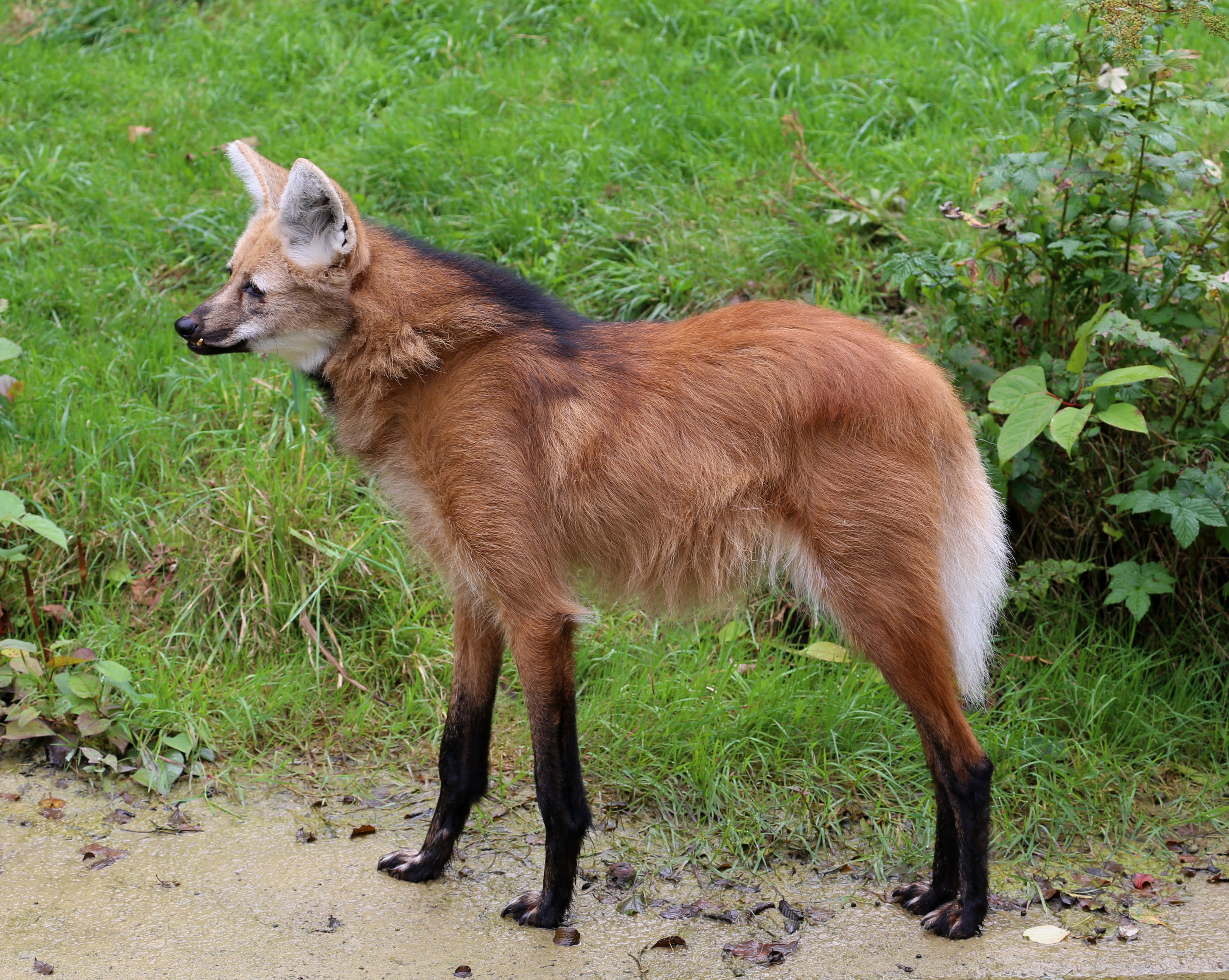
Mähnenwolf (Chrysocyon brachyurus)

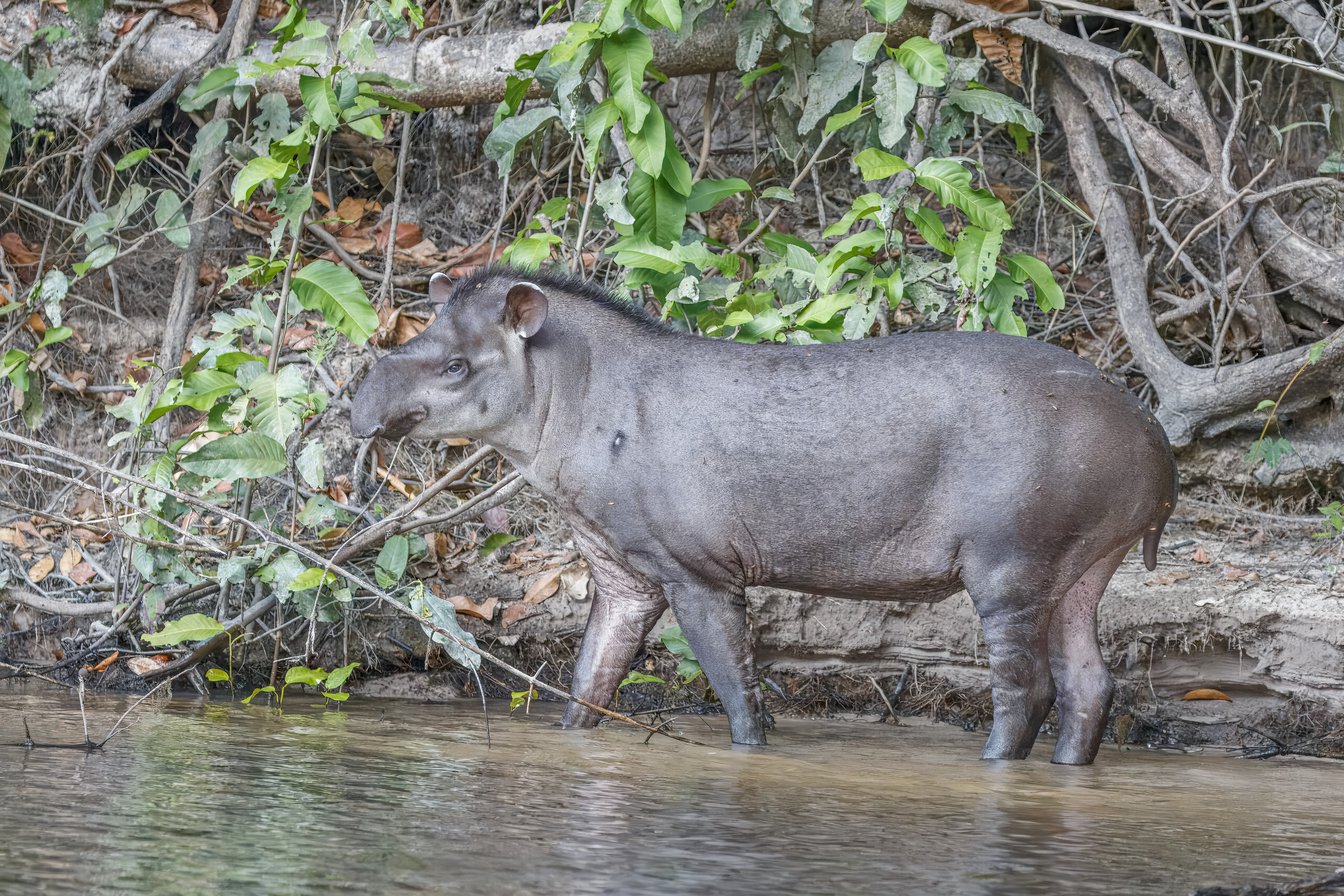
Tapir (Tapirus terrestris)

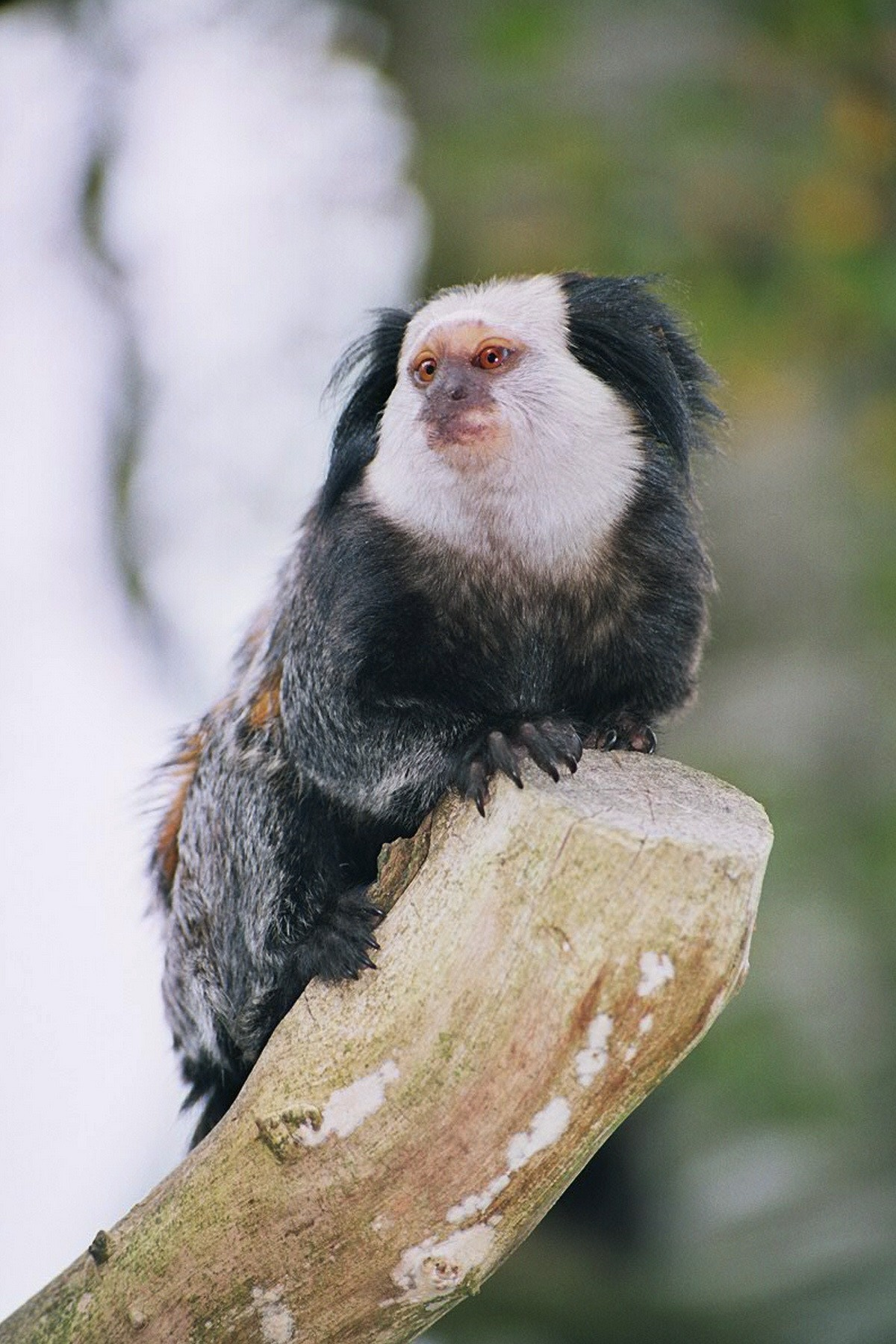
Weißkopf-Büschelaffe

Als Cerrado, Cerrados oder Campos cerrados (port., wörtl.: „verschlossene [Felder]“, sinngem.: „undurchdringliches [Grasland]“) bezeichnet man die Feuchtsavannen im Inland Südost-Brasiliens, die im Westen und Süden bis nach Bolivien und Paraguay reichen. Mit einer Fläche von fast zwei Millionen Quadratkilometern ist das Gebiet etwa so groß wie Mexiko. Die Bundesstaaten Goiás, Mato Grosso, Mato Grosso do Sul und Minas Gerais sind von Cerrados bedeckt, ebenso wie Teile von Maranhão, Paraná, Piauí und São Paulo.

## Klima
Die Cerrados charakterisieren sich durch ein tropisches Wechselklima mit zwei deutlich getrennten Jahreszeiten. Während der Regenperiode im Oktober bis April (Sommer) fällt ein Großteil der jährlichen Niederschlagsmenge von 1100 bis 2000 mm. Von Mai bis September herrscht Trockenzeit. Die mittlere Jahrestemperatur liegt zwischen 20 °C und 26 °C. Das Cerrado-Gebiet gehört zu den wichtigsten Wasserressourcen Südamerikas.

## Boden
Die Böden der Campos cerrados sind durch Verwitterung aus den Graniten und Sandsteinen des Brasilianischen Schildes entstanden. Diese Böden sind sehr alt und tiefgründig, ihre Nährstoffe sind längst ausgewaschen. Es fehlen vor allem die Hauptnährelemente Phosphor und Kalium sowie die Spurenelemente Zink und Bor.
Der Nährstoffmangel wird dafür verantwortlich gemacht, dass das Gebiet der Cerrados nicht von Wald, sondern von Savanne bedeckt ist.
Die Böden sind, wie viele andere landwirtschaftlich nutzbare Böden der Erde, so sauer, dass Al3+-Ionen in Konzentrationen freigesetzt werden, die nur von angepassten Pflanzen toleriert werden.

## Vegetation und Tierwelt
Die Bäume in den Cerrados erreichen eine Höhe von 4 bis 9 m, sie bedecken zwischen 3 % und 30 % der Fläche. Während der Trockenzeit bleibt der Boden ab einer Tiefe von 2 m feucht. Die Wurzeln der Bäume erreichen daher immer Wasser, sie bleiben ganzjährig grün und müssen ihre Transpiration nicht einschränken. Gräser und flachwurzelnde Pflanzen vertrocknen während der Trockenzeit.
Die Entwicklung der Cerrado-Vegetation ist durch unregelmäßig auftretende Wald- bzw. Buschbrände geprägt. Die Feuer werden natürlicherweise durch Blitzschlag ausgelöst, doch die vom Menschen gelegten Feuer werden immer häufiger. Charakteristisch für die Cerrado-Pflanzen sind dicke, korkige Rinden und unterirdische Organe, die zur Regeneration nach Feuern dienen. Durch zu häufige Feuer kommt es zu einer Änderung in der Vegetationszusammensetzung, die Zahl der Bäume nimmt in der Regel ab, da ihnen nicht genug Zeit bleibt, sich nach einem Brand zu erholen.
Die Biodiversität der Cerrados ist sehr groß: Dort kommen etwa 10.000 verschiedene Arten von Gefäßpflanzen vor, die Hälfte davon sind Endemiten. Die Tierwelt umfasst etwa 200 Säugetierarten, 840 Vogelarten, 180 Arten von Reptilien und 110 Amphibienarten. Die Cerrados sind zum Beispiel die Heimat des Großen Nandu (Rhea americana). Die bekanntesten Vertreter der Cerrado-Fauna sind der Mähnenwolf und der Tapir. Sie ernähren sich überwiegend von Früchten, wie auch die Weißbüschelaffen der Gattung Callithrix.
Diese Artenvielfalt ist durch die Ausweitung der Landwirtschaft bedroht.

## Nutzung und Bedrohung
Die Cerrado-Region wird erst seit etwa 50 Jahren im großen Stil landwirtschaftlich genutzt. Dies war traditionell eine extensive Weidenutzung in der vorher ungenutzten Savanne (siehe auch Pastoralismus). In der Folge landesweiter Integrationsprogramme (Fernstraßen, Kolonisierung des Hinterlandes) entwickelte sich teilweise aus einer Genossenschaft, wie Anton Huber dokumentiert, eine bedeutende Agroindustrie und in wenigen Jahrzehnten große Städte wie etwa Lucas do Rio Verde. Seit den 1980–90er Jahren werden zunehmend ackerbauliche Nutzungen auf ehemaligen Weiden betrieben und heute wird die natürliche Vegetation direkt in Ackerland umgewandelt. Es findet Rodung für Eukalyptus- und Sojaplantagen statt. Zum Feldfruchtanbau muss die Nährstoffarmut der Böden durch Düngung ausgeglichen werden. Voraussetzung für die Nährstoffverfügbarkeit ist aber eine Anhebung des Boden pH-Werts, was durch enorme Kalkmengen (Dolomit) realisiert wird.
Auf großen Plantagen werden Sojabohnen, Mais, Zuckerrohr und Reis angebaut. Eine jüngere Entwicklung in der Nutzung der Cerrados ist die Ausweitung der Zuckerrohrplantagen für die Produktion von Bioethanol, unter anderem auch auf Kosten der Nahrungsmittelproduktion. Viehzucht wird ebenfalls betrieben.
Die Hauptstadt Brasília liegt in den Cerrados, daher ist das Gebiet durch Autobahnen gut erschlossen. Da die Landschaft leicht zugänglich ist, wird sie sehr intensiv genutzt. Mittlerweile sind bereits zwei Drittel der Cerrado-Flächen durch menschlichen Einfluss stark verändert worden. Mit der Ausweitung der für Landwirtschaft und Viehwirtschaft genutzten Flächen geht immer mehr der natürlichen Flora und Fauna verloren. Auch die häufiger gelegten Brände und die Einführung von Dünger stören das Ökosystem. Bis heute fiel schon die Hälfte des Biodiversitäts-Hotspots der Agrarindustrie zum Opfer.
Lediglich ein Prozent der Gesamtfläche steht unter Naturschutz. Einer der bedeutendsten Nationalparks innerhalb der Cerrado-Region ist der Emas-Nationalpark. Um den Cerrado zu erhalten, sollten große Gebiete der Region als Ganzes in den Schutz einbezogen werden, insbesondere Trockenwälder, Sümpfe und die Galeriewälder entlang der Flüsse. Die dort lebenden Säugetiere, Vögel und Insekten dringen auch in den Cerrado vor und übernehmen die Rolle von Bestäubern, Frucht- und Samenverbreitern.